# Балка Папасчалан
Балка Папасчалан, Балка Мостова — балка (річка) в Україні у Бойківському районі Донецької області. Права притока річки Кальміусу (басейн Азовського моря).

## Опис
Довжина балки приблизно 5,97 км, найкоротша відстань між витоком і гирлом — 4,39  км, коефіцієнт звивистості річки — 1,36 . Формується декількома балками та загатами.

## Розташування
Бере початок на північно-східній стороні від села Новоласпа. Спочатку тече на північний, а далі тече переважно на південний схід і на південно-західній стороні від села Раздольне впадає у річку Кальміус.

## Цікаві факти
- Від гирла на північно-східній стороні на відстані приблизно 4 км розташований Роздольненський заказник[4].
- У XX столітті на балці існувала молоко-тваринна ферма (МТФ) та декілька могил-курганів[1].